# Abu Uthmán Saíd ibn al-Hákam al-Qurashi
Abu Uthmán Saíd ibn al-Hákam al-Qurashi (Tavira, 30 de diciembre de 1204 – Madina Manurqa, 9 de enero de 1282), arraez de Manurqa, (1234-1282), hombre ilustre, conocedor de la ley islámica y la medicina, filósofo y poeta, que creó una importante corte literaria, ejerció de mecenas y fue un notable bibliófilo. 

## Primeros años
Saíd ibn al-Hákam nació en Tavira, Gharb al-Ándalus (el actual Algarve portugués), y estudió en Isbiliya (Sevilla) donde participó en reuniones poéticas. Posteriormente se trasladó a las ciudades de Bugía y Túnez, donde servía de secretario de los emires almohades.

## Almojarife de Manurqa
Cuando volvió a al-Ándalus, el poder almohade se encontraba muy deteriorado, por lo cual pasó a la corte del Valí de Mayurqa que en 1227, le designó almojarife de Manurqa con la función de recoger y administrar los impuestos y mandar el ejército. Mientras ejercía este cargo, se produjo la Conquista de Mallorca en 1229. 
En 1231, dominada prácticamente la resistencia de los musulmanes de Mayurqa, participaba en la firma del Tratado de Capdepera, según el cual Manurqa se sometía a la soberanía de Jaime I de Aragón. La historiografía árabe le atribuye la autoría intelectual del mismo.

## Arraez de Manurqa
En julio de 1234, Saíd ibn al-Hákam arrebata el poder mediante un golpe de Estado contra el cadí Abu Abd Al-lah Muhámmad ibn Áhmad ibn Hisham y pasa a gobernar la isla con el título de arraez (ra'īs) de Manurqa.
Su gobierno se caracterizó por el cumplimento del tratado de Capdepera, por la articulación de un sistema estatal burocrático y militar, para atraer a su corte los más importantes intelectuales musulmanes y por la rigidez moral con la que se castigaba a los infractores de la ley islámica. 
El pequeño reino menorquín se vio afectado por la pérdida progresiva de los territorios musulmanes y, a partir de 1266, con al definitiva conquista de Mursiyya, Gharnata y Manurqa quedaron como los últimos reductos de los musulmanes en al-Ándalus. Con la muerte de Jaime I en 1276, los derechos de Manurqa quedaron sometidos a la herencia del monarca aragonés. 
Murió en 1282 en Madina Manurqa y fue sucedido por su hijo Abu-Úmar ibn Saïd, último ra'īs de la isla.
- Datos: Q2748372